# Serviço ferroviário metropolitano de Palermo

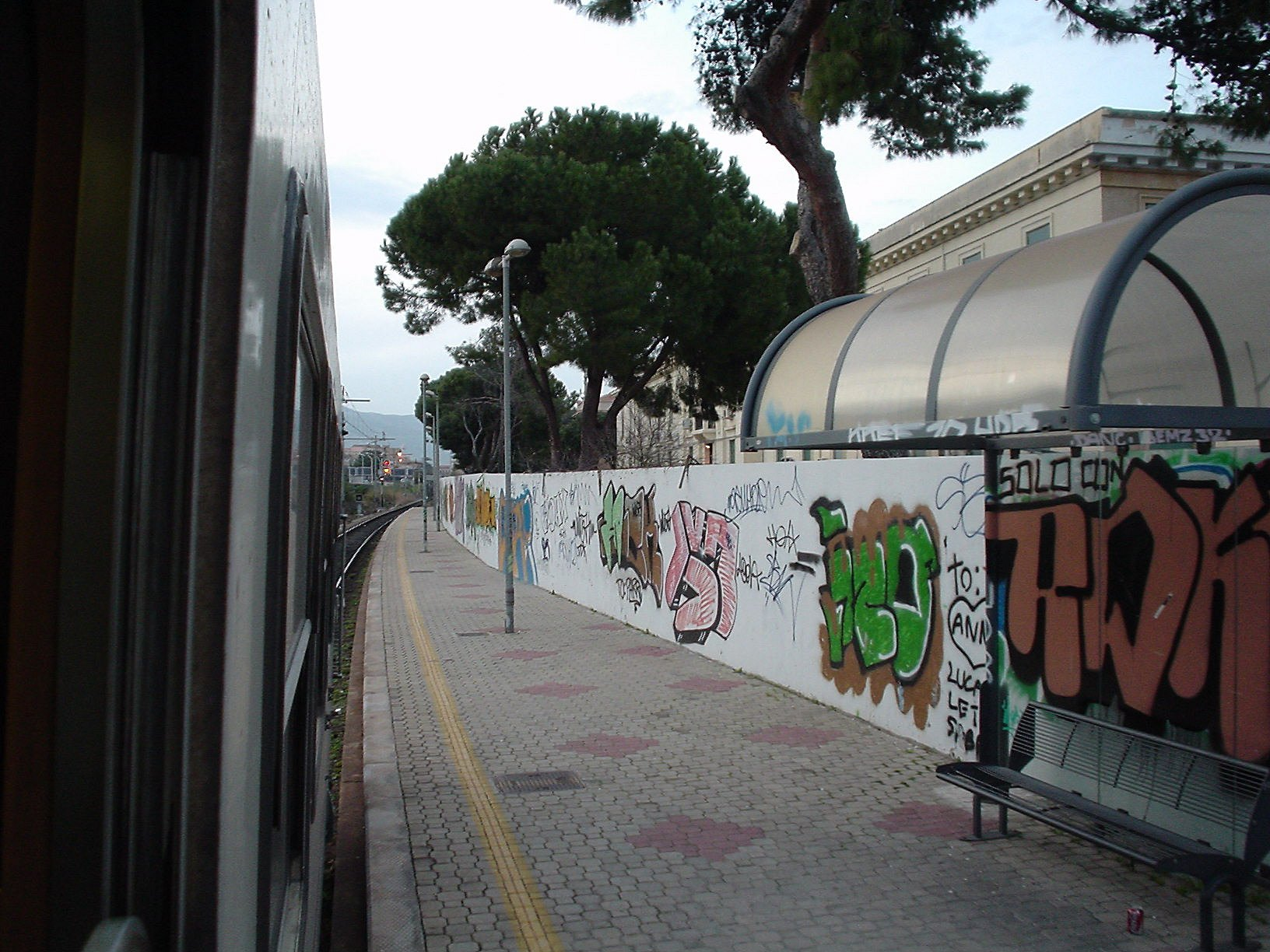
Estação Vespri

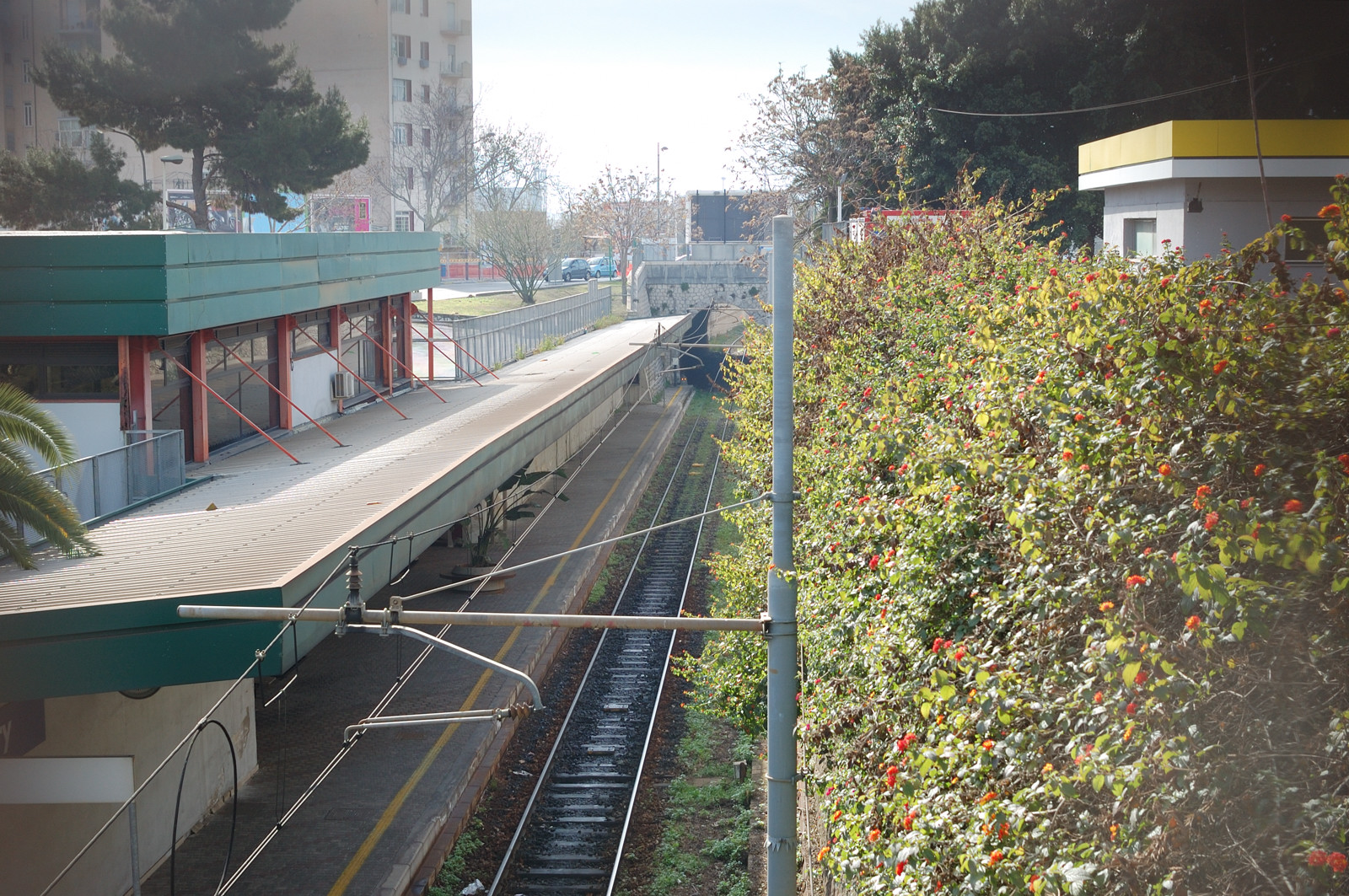
Estação Giachery

O Serviço ferroviário metropolitano de Palermo é um sistema de transporte ferroviario urbano de dupla gestão Trenitalia, divididos em 2 linhas. 

## Rede
Esta rede é constituída por duas linhas: 
- Palermo Centrale ↔ Aeroporto Punta Raisi
- Palermo Notarbartolo ↔ Giachery

O custo de um bilhete é de € 1,20 por 90 minutos. 

## Serviço

### Linha Palermo Centrale ↔ Punta Raisi
A linha é executado a partir de 4:45 às 22:00 horas, na direção do Aeroporto, e de 5:30 a 23:00, em direcção à Estação Central, todos os dias da semana, mas com um reduzido número de viagens nos feriados.
Tráfico de Piraineto também é servida por comboios regionais diretas para Trapani.

### Linha Palermo Notarbartolo ↔ Giachery
A linha é executado a partir de 6:40 às 20:40, em dias de semana e se estende aos domingos.

## História
O primeiro trecho do Metrô em Palermo foi a linha Palermo Centrale ↔ Giachery, inaugurado em Maio de 1990, um mês após a Copa do Mundo de 1990.
A linha composta por seis estações: Centrale, Vespri, Notarbartolo, Federico, Fiera e Giachery. Atravessado a Ferrovia Trapani-Palermo para a estação Notarbartolo e, em seguida, o transporte ferroviário para o porto, que foram construídas novas estações.
A linha permitiu um fácil acesso ao Estádio Renzo Barbera.
Em Maio de 1993, três anos após a primeira linha, foi aberto a segunda linha, sobre os trilhos da linha de Trapani, de tração a Diesel. As duas primeiras estações foram San Lorenzo-Colli e Tommaso Natale, enquanto no ano seguinte, 1994, foram abertos e França CARDILLO pára-zen. Na abertura da linha B é ainda mais reduzida para apenas caminho Notarbartolo - Giachery.
Em 2001 foi inaugurado o estação Palácio Real Orléans, e em linha, eletrificada para a ocasião, foi alargada a todos os «Aeroporto di Palermo-Punta Raisi, ao longo do novo ramal de Piraineto.
Em 2004, muitos estão sendo substituídos por novos meios Minuetto.

## Projetos
O sistema de transportes urbano em Palermo está envolvida em importantes trabalhos de reforço.

### Linha Palermo Centrale ↔ Punta Raisi
Com a duplicação das faixas da Ferrovia Trapani-Palermo (atualmente uma única faixa entre as estações Orleans e Carini), a linha será reforçada com a criação de mais corridas, também contribuirá para reduzir jornada vezes. 
Os trabalhos incluem a eliminação de todas os desníveis e os cidadãos de municípios vizinhos ao interamento porque algumas linhas ou que se deslocam nas trincheiras, com a construção de passagens superiores para o cruzamento. 
Serão 12 estações adicionadas à nova construção: Ficarazzi, Roccella, Ganhe, Palácio da Justiça, Lolli, Lazio-Restivo, Bélgica, La Malfa, Sferracavallo, Kennedy, Torre Ciachea, Orsa.
Finalmente, a linha irá ser alargado a Ficarazzi na Ferrovia Messina-Palermo, transformando-se em um transeunte.
Os trabalhos começaram em 22 de Fevereiro de 2008.

### Linha Palermo Notarbartolo ↔ Giachery
O serviço de linha será profundamente transformada, a rota já foi alterada em 1993, quando abandonou o tráfico Central - Notarbartolo, irá transformar o restante está em uma semi-anel completa extensão da Piazza Giachery a Notarbartolo e o novo formato do Porto, Politeama e Malaspina-Catania. 
Na oferta existente será aberta o nova estação Lazio Liberdade.
Dada a brevidade do tráfico não está prevista a duplicação da pista.
O trabalho tem interrompido temporariamente devido a um apelo feito pela empresa ficou em segundo plano.